# (14029) 1994 UC1
(14029) 1994 UC1 est un astéroïde de la ceinture principale d'astéroïdes découvert en 1994.

## Description
(14029) 1994 UC1 a été découvert le 31 octobre 1994 à l'observatoire de Nachikatsuura au Japon, par Yoshisada Shimizu et Takeshi Urata.

### Caractéristiques orbitales
L'orbite de cet astéroïde est caractérisée par un demi-grand axe de 2,46 UA, un périhélie de 2,18 UA, une excentricité de 0,11 et une inclinaison de 1,61° par rapport à l'écliptique. Du fait de ces caractéristiques, à savoir un demi-grand axe compris entre 2 et 3,2 UA et un périhélie supérieur à 1,666 UA, il est classé, selon la JPL Small-Body Database, comme objet de la ceinture principale d'astéroïdes.

### Caractéristiques physiques
(14029) 1994 UC1 a une magnitude absolue (H) de 14,0 et un albédo estimé à 0,262.